# Грб општине Сента
Грб општине Сента се састоји од светлоплавог штита са два дијагонално укрштена кључа златне боје са ушицама окренутим надоле и запорима окренутим постранично нагоре, а у чијим ушицама се налази по једна кечига сребрне боје, које су једна од друге окренуте у водоравном положају. Између кључева по средини штита уздиже се златан клас пшенице са два постранична зелена листа. Изнад штита налази се кацига са спуштеним визиром сребрнасте боје са круном. Са десне стране штита налази се плаво-златни, а са леве стране црвено-сребрни плашт.
Грбовни штамбиљ је округлог облика. Његов садржај истоветан је са грбом општине, с тим да се изнад грба налази натпис: Sigillum Civitatis Zentha, а испод грба су истицане године 1506–1902.